# 101 Reykjavík (Film)
101 Reykjavík ist ein isländischer Film aus dem Jahr 2000. Er spielt in der isländischen Hauptstadt Reykjavík.
Dem Film liegt das gleichnamige Buch von Hallgrímur Helgason zugrunde. Regisseur des Films war Baltasar Kormákur; neben der Spanierin Victoria Abril und dem Hauptdarsteller Hilmir Snær Guðnason spielten eine Reihe weiterer isländischer Schauspieler. 101 steht für die Postleitzahl des Zentrums von Reykjavík, der „Altstadt“.

## Handlung
Der dreißigjährige Hlynur lebt noch bei seiner Mutter und verbringt seine Tage mit Internet-Surfen, Trinken und Pornoschauen. Sein Vater ist Alkoholiker. Die Handlung kommt ins Rollen, als Lola, die Flamencolehrerin seiner Mutter, über Weihnachten bei ihnen einzieht. An Neujahr findet er heraus, dass Lola lesbisch ist, hat aber trotzdem (betrunken) Sex mit ihr. Seine Mutter gesteht, dass auch sie lesbisch und in Lola verliebt ist. Lola wird nach dem Seitensprung mit Hlynur schwanger und plant, zusammen mit Hlynurs Mutter das Kind aufzuziehen. Zudem ist auch Dauerfreundin Hófi von Hlynur schwanger. Er versucht, Selbstmord zu begehen, schafft es aber nicht und beschließt, sich der Verantwortung zu stellen und sucht sich eine Arbeitsstelle.

## Kritiken
„Skurrile, unterhaltsame schwarze Komödie, die die soziale Verweigerung des Helden in anschauliche Bilder fasst und gleichzeitig satirische Einblicke in das Leben auf Island bietet.“

## Auszeichnungen
Der Film gewann neun Preise, darunter zwei Auszeichnungen bei den Edda Awards, einer isländischen Preisverleihung, und den Großen Preis der Jury beim Festival du cinéma nordique im französischen Rouen.